# Remanni-Adad

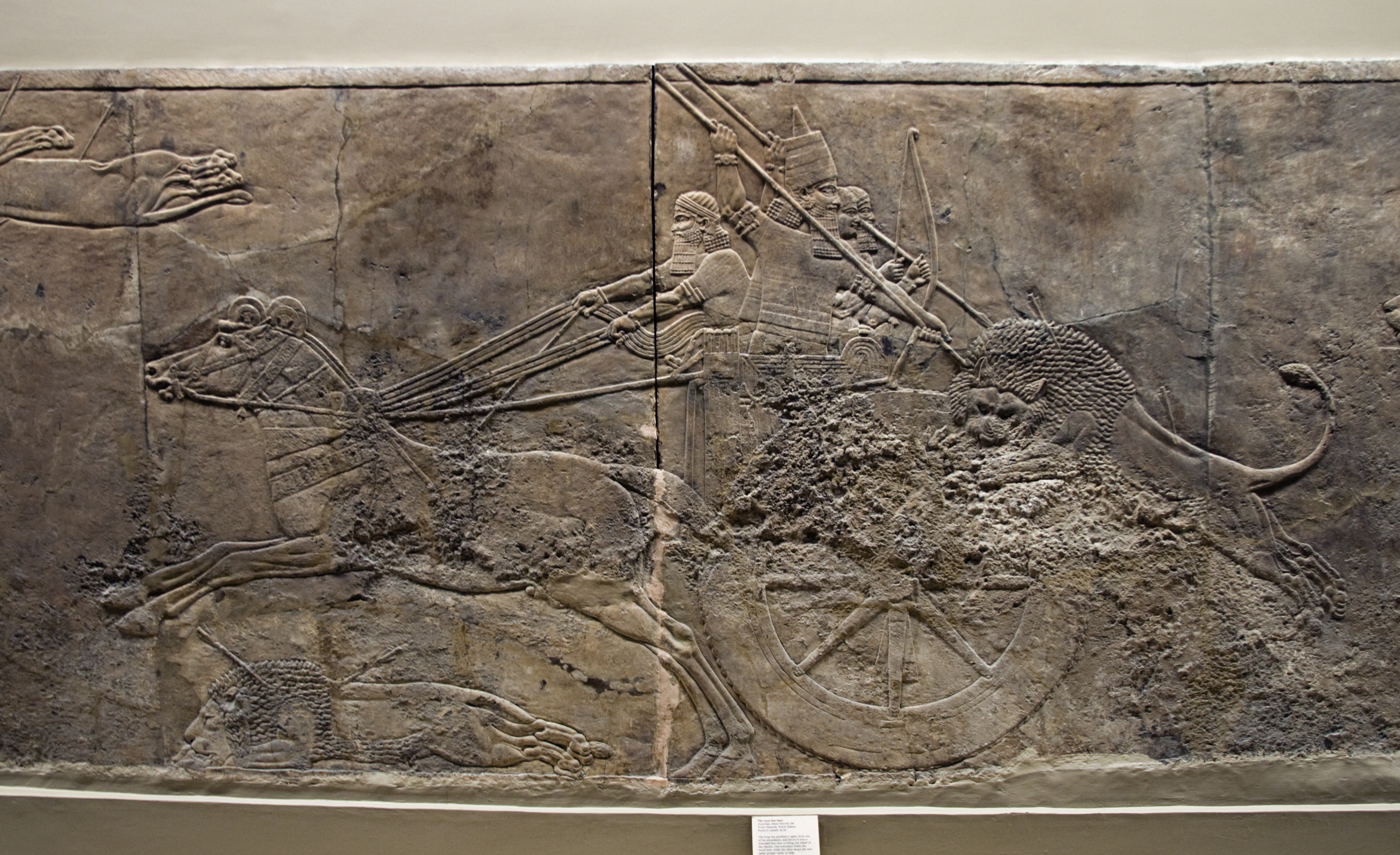
Król Aszurbanipal polujący w rydwanie na lwy; jeden z reliefów z Pałacu Północnego w Niniwie; obecnie w zbiorach British Museum.

Remanni-Adad (akad. Rēmanni-Adad, tłum. „Adadzie miej litość nade mną!”) – dostojnik na dworze asyryjskiego króla Aszurbanipala (668-627? p.n.e.), należący do grona jego najbardziej zaufanych ludzi. Nosił oficjalny tytuł „głównego woźnicy rydwanu Aszurbanipala, króla Asyrii” (lúmu-kil kušPAmeš dan-nu ša mAš+šur-DÙ.A MAN kurAŝ+ŝur). Był bardzo wpływową i bogatą osobą, posiadającą liczne posiadłości i domy w północno-zachodniej Mezopotamii (głównie w Harranie i jego okolicach). Kilkadziesiąt dokumentów należących do jego archiwum, datowanych na lata 671-660 p.n.e., odkryto w czasie wykopalisk w Niniwie. Dowiadujemy się z nich, iż prowadził on liczne interesy: wykupował ziemię, nabywał posiadłości i domy, kupował niewolników i udzielał dużych pożyczek na procent.